# Déclinaisons en finnois
Les déclinaisons en finnois sont composées de 15 cas :
- Nominatif
- Génitif
- Accusatif
- Partitif
- Inessif
- Élatif
- Illatif
- Adessif
- Ablatif
- Allatif
- Essif
- Translatif
- Instructif
- Abessif
- Comitatif

## Tableau des déclinaisons
| Cas finnois       | Cas finnois                                                         | Cas finnois                                                   | Cas finnois                                                  | Cas finnois                                   | Cas finnois                                                                |
| Cas               | Suffixe du singulier (souvent fonction de l'harmonie vocalique)     | Suffixe du pluriel (souvent fonction de l'harmonie vocalique) | prép. en français et signification                           | Exemple                                       | Traduction                                                                 |
| Grammatical       | Grammatical                                                         | Grammatical                                                   | Grammatical                                                  | Grammatical                                   | Grammatical                                                                |
| ----------------- | ------------------------------------------------------------------- | ------------------------------------------------------------- | ------------------------------------------------------------ | --------------------------------------------- | -------------------------------------------------------------------------- |
| Nominatif         | -                                                                   | -t                                                            | -                                                            | Talo on helppo sana.                          | Maison est un mot facile.                                                  |
| Génitif           | -n                                                                  | -ien -jen                                                     | de désigne le "possédant"                                    | En pidä tämän talon väristä.                  | Je n'aime pas la couleur de cette maison.                                  |
| Accusatif         | - (si verbe à l'impératif) -n (si le verbe n'est pas à l'impératif) | -t                                                            | - désigne le C.O.D lorsque l'objet ET l'action est "Total"   | Auta maalaamaan talo! Maalaan talon.          | Aide-moi à peindre la maison! Je vais peindre la maison.                   |
| Partitif          | -a/ä -ta/tä                                                         | -ia/Iä/ja/jä -tia/Iiä/tja/tjä                                 | - désigne le C.O.D lorsque l'objet OU l'action est "partiel" | Maalaan taloa.                                | Je suis en train de peindre la maison.                                     |
| Locatif (interne) |                                                                     |                                                               |                                                              |                                               |                                                                            |
| Inessif           | -ssa -ssä                                                           |                                                               | dans lieu de situation                                       | Asun talossa.                                 | Je vis dans la maison.                                                     |
| Elatif            | -sta -stä                                                           |                                                               | de lieu de séparation                                        | Poistu talostani!                             | Sors de ma maison!                                                         |
| Illatif           | -an, -en, etc.                                                      |                                                               | dans lieu de direction                                       | Menen hänen taloonsa.                         | je vais dans sa maison.                                                    |
| Locatif (externe) |                                                                     |                                                               |                                                              |                                               |                                                                            |
| Adessif           | -lla -llä                                                           |                                                               | à                                                            | Nähdään talolla!                              | Rendez-vous à la maison!                                                   |
| Ablatif           | -lta -ltä                                                           |                                                               | de                                                           | Kävelin talolta toiselle.                     | Je marchais de la maison à l'autre.                                        |
| Allatif           | -lle                                                                |                                                               |                                                              | Koska saavut talolle?                         | Quand serez-vous arrivé à la maison?                                       |
| Marginal          |                                                                     |                                                               |                                                              |                                               |                                                                            |
| Essif             | -na -nä                                                             |                                                               | comme                                                        | Käytätkö tätä hökkeliä talona?                | Utilisez-vous cette baraque comme une maison?                              |
| Translatif        | -ksi                                                                |                                                               | en (transformation)                                          | Muutan sen taloksi.                           | Je vais en faire une maison.                                               |
| Instructif        | -n                                                                  |                                                               | au moyen de                                                  | He levittivät sanomaansa rakentaminsa taloin. | Ils ont transmis leur message au moyen des maisons qu'ils ont construites. |
| Abessif           | -tta -ttä                                                           |                                                               | sans                                                         | On vaikeaa elää talotta.                      | C'est difficile de vivre sans une maison.                                  |
| Comitatif         | -ne-                                                                |                                                               | ensemble                                                     | Hän vaikuttaa varakkaalta monine taloineen.   | Il semble être riche, avec les nombreuses maisons qu'il possède.           |

## Cas grammaticaux
Les cas grammaticaux remplissent des fonctions grammaticales importantes :
Le nominatif
La forme de base du nom
Fin caractéristique : nom au singulier
"talo"= à/la maison
"kirja"= livre
"mäki"= colline
"vesi"= eau
Le génitif
Le génitif indique la possession. Cependant, il est homophone à l'accusatif, ce qui peut entraîner une certaine confusion.
Fin caractéristiques : suffixe -n : Maki → Mäen, talo → Talon.
"kirjan kuvat " = "les images dans le livre"
"talon seinät " = "les murs de la maison"
"maen päällä " = "sur le dessus de la colline"
"veden alla " = "sous l'eau"
L'accusatif
Il désigne les objets directs avec le partitif. Notez qu'un accusatif morphologiquement distinct existe en finnois uniquement pour les pronoms suivants :
singulier
- minut = moi
- sinut = vous
- teidät = vous (poliment)
- hanet = lui/elle

pluriel
- meidät = nous
- teidät = vous
- heidät = les

En revanche, les noms réguliers n'ont pas un accusatif distinct. 
Les grammairiens finlandais ont considéré, pour des raisons syntaxiques, l'accusatif comme un cas à part, bien qu'il soit identique à la forme nominative ou génitive. L'existence d'un accusatif en finnois dépend de son point de vue.